# Ganting Wetan
Ganting Wetan is een bestuurslaag in het regentschap Probolinggo van de provincie Oost-Java, Indonesië. Ganting Wetan telt 2291 inwoners (volkstelling 2010).